# Caliris elegans
Caliris elegans es una especie de mantis de la familia Tarachodidae.

## Distribución geográfica
Se encuentra en Malasia, Sumatra y Borneo.